# Gobernación de Saladino
Saladino (صلاح الدين en árabe) es una de las dieciocho gobernaciones que conforman la república de Irak. Su capital es Tikrit y su ciudad más poblada, Samarra. Ubicada al centro-norte del país, limita al noroeste con Nínive, al noreste con Erbil, al este con Kirkuk, Solimania y Diala, al sur con Bagdad y al oeste con Ambar. Con 37 323 km² es la tercera gobernación más extensa —por detrás de Ambar y Mutana— y con 3 270 400 habs. en 2011, la segunda más poblada, por detrás de Bagdad.

## Nombre
La gobernación debe su nombre a Saladino (escrito Salah ah Din en la romanización moderna del árabe), líder musulmán del siglo XII y nacido en la mencionada capital de esta provincia.

## Ciudades y poblados
- Tikrit
- Baiji
- Balad
- Samarra
- Ad-Dujail
- Al-Dour
- Yethrib
- Al Sherqat
- Touz
- Al Ishaqi
- Amirli
- Al Seniyah
- Al Dhuluiya
- Sa'ad
- Al Faris

- Datos: Q190131
- Multimedia: Saladin Governorate / Q190131